# Anthony Birley
Pour les articles homonymes, voir Birley.
Anthony Richard Birley, né le 8 octobre 1937 à Chesterholm et mort le 19 décembre 2020 à Newcastle upon Tyne, est un historien britannique spécialiste de l'Antiquité romaine.

## Biographie
Fils de l'archéologue britannique Eric Birley, Anthony Birley fréquente le Clifton College de Bristol (1950-1955) et étudie au Magdalen College d'Oxford (1956-1963). Il termine ses études sur l'antiquité avec Ronald Syme à Oxford avec la thèse Le haut commandement romain de la mort d'Hadrien à la mort de Caracalla avec une attention particulière aux guerres danubiennes de Marc Aurèle et Commode.
Il est Fellow Craven à Oxford de 1960 à 1962, puis de 1963 à 1965 à l'université de Birmingham. De 1965 à 1974, il est professeur d'histoire ancienne à l'Université de Leeds. En tant que professeur, il enseigne dans les universités de Manchester (1974 à 1990) et de Düsseldorf (1990 à 2002). Ses intérêts sont la prosopographie et la biographie romaine. Il a rédigé d'importants ouvrages biographiques sur les empereurs romains Hadrien, Marc Aurèle et Septime Sévère. Il travaille également intensivement sur l’Historia Augusta, une collection de biographies antiques et très controversées.
Birley est membre élu de l'Académie des sciences et des arts de Rhénanie-du-Nord-Westphalie (classe des sciences humaines), membre de la Society of Antiquaries of London élu en 1969, et membre de l'Institut archéologique allemand élu en 1992. Il meurt d'un cancer du poumon, le 19 décembre 2020 à Newcastle upon Tyne.

## Publications (sélection)
- The Roman Government of Britain, Oxford University Press, Oxford et al. 2005  (ISBN 0-19-925237-8), nouvelle version du Fasti of Roman Britain de 1981.
- Hadrian: the Restless Emperor, Routledge, London et al., 1997  (ISBN 0-415-16544-X).
- The Fasti of Roman Britain, Clarendon Press, Oxford, 1981  (ISBN 0-19-814821-6).
- The People of Roman Britain, Batsford, Londres, 1979  (ISBN 0-7134-0580-5).
- Septimius Severus: the African Emperor, Eyre & Spottiswoode, Londres, 1971  (ISBN 0-413-26900-0).
- Marcus Aurelius: a Biography, Little, Brown, Boston MA et al., 1966.